# 小行星8446
小行星8446（英語：8446 Tazieff）是一颗围绕太阳公转的小行星。1973年9月28日，尼古拉·切爾尼赫在克里米亚发现了此天体。
这颗小行星的绝对星等为219.6572927814922等。